# Imrich Sedlák
Imrich Sedlák (21. ledna 1933, Červenica, Československo – 2. října 2016) byl literární historik, kulturní historik a vysokoškolský pedagog.

## Životopis
V letech 1953-1957 studoval Sedlák slovenský jazyk a literaturu na Filologické fakultě VŠP v Prešově. V roce 1966 získal titul PhDr. v roce 1967 poté titul CSc. a doc., od roku 1994 je profesorem. V letech 1957-1959 pracoval jako středoškolský pedagog, v letech 1959-1961 byl veřejný funkcionář, 1961-1971 vysokoškolský pedagog a akademický funkcionář na Filozofické fakultě UPJŠ v Prešově. Jak politicky pronásledováný po roce 1968 pracoval v Muzeu Slovenské republiky rad v Prešově. V letech 1976-1980 byl vědeckým pracovníkem Matice slovenské. Zastával několik funkcí v Matici slovenské; byl správcem a vědeckým tajemníkem, ředitelem Památníku národní kultury), od roku 1998 externím a od roku 1999 interním pedagogem a akademickým funkcionářem na Filologické fakultě UMB v Banské Bystrici. V letech 1959-1973 sestavoval a redigoval Nové obzory, společenskovědní sborník východního Slovenska, Literárně-muzejní letopis Matice slovenské (1980-1997) a v letech 1994 redigoval Sborník muzejní slovenské společnosti.
V Literárně-historickém bádání zvláštní pozornost věnoval zejména výzkumu národně politických, kulturně-společenských a literárních integračních procesů východního Slovenska jako přirozené součásti slovenského kulturního prostoru. Napsal a vydal několik publikací, týkajících se oblasti literární a kulturní historie. V literárně-muzejní oblasti se prezentoval jako autor scénářů několika literárně-muzejních výstav a expozic; účastnil se sestavování a redigování společenskovědních sborníků a sborníků z vědeckých konferencí, publikoval desítky studií ve vědeckých sbornících a odborných periodikách.

## Dílo
- Anton Prídavok: Vrásky času (2007) - sestavil a připravil k vydání.
- Z literárneho života východného Slovenska 1960
- Ján Andraščík 1965
- Jozef Tomášik - Dumín Spevinovej doby (1965)
- Strieborný vek 1 a 2 1970,
- Bohuš Nosák - Nezabudol (1982)
- Pavol Horov - Ponorný básnik (1990)
- V čierťažiach búrok (2001)
- K slovenskému národnému vývinu na Slovensku 1970
- Bernolákovci v národnom obrodení 1985
- Pavol Jozef Šafárik a slovenské národné obrodenie 1989
- Hugolín Gavlovič v dejinách slovenskej kultúry 1987
- Ľudoví Štúr v súradniciach minulosti a súčasnosti 1989
- Dejiny Prešova I. - II. (1965)
- Prešovské kolégium v slovenských dejinách (1967)
- Kežmarské lýceum (1984)
- Pamätný dom Pavla Jozefa Šafárika v Kobeliarove (1986)
- Literárne múzeum Pavla Horova v Bánovciach nad Ondavou (1986)
- Múzeum Ľudovíta Štúra v Modre (1983)